# Keita Suzuki
Keita Suzuki (japonsko 鈴木 啓太), japonski nogometaš, * 8. julij 1981.
Za japonsko reprezentanco je odigral 28 uradnih tekem.